# Сальцано
Сальцано (итал. Salzano) — коммуна в Италии, располагается в провинции Венеция области Венеция.
Население составляет 11 775 человек (на 2004 г.), плотность населения составляет 681 чел./км². Занимает площадь 17 км². Почтовый индекс — 30030. Телефонный код — 041.
Покровителем коммуны почитается святой апостол Варфоломей, празднование 24 августа.